# مسقط القديمة

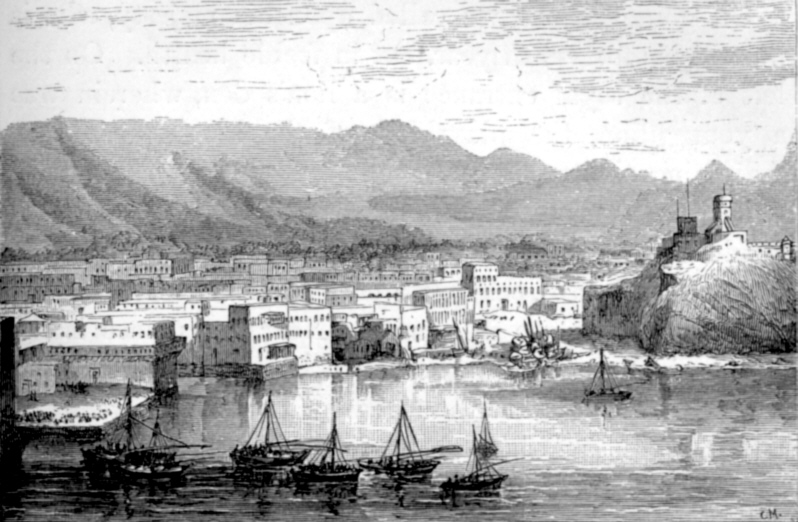
صورة تاريخية لمسقط القديمة عام 1876 م

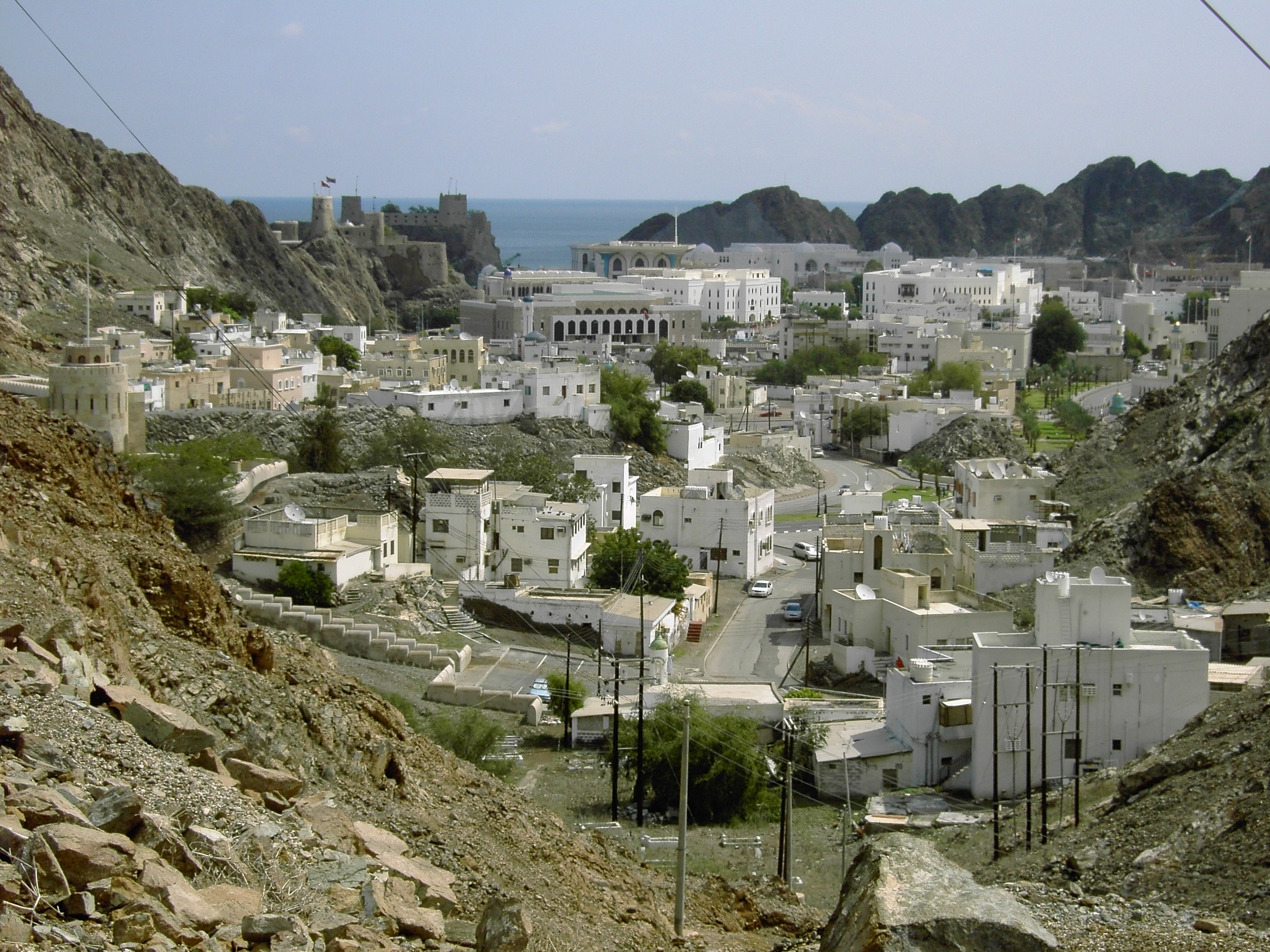
صورة حديثة لمسقط القديمة ملتقطة من شارع الجبل

مسقط القديمة هي النواة التاريخية لمدينة مسقط عاصمة سلطنة عمان . تتخذ المدينة موقعا استراتيجيا على خليج عمان .

## نظرة عامة
تفصل مدينة مسقط القديمة عن باق مسقط الحديثة سلسلة  من الجبال الساحلية. تقع المدينة القديمة بالقرب من كورنيتش مطرح بنهاية  الطريق الساحلي مرورا ببوابة مسقط التاريخية ومتحفها الواقع ما ببن ميناء السلطان قابوس وشاطيء البستان . المدينة محمية بسور تاريخي يحوي ابراج دائرية. تم بناءه في عام 1625 م في الجانب الجنوب الغربي. أما في الشمال الشرقي فيشكل خليج عمان وسلسلة الجبال المحيطة بمسقط حدا طبيعيا للمدينة. حتى منتصف القرن العشرين كانت بوابة مسقط تغلق بعد المغرب بثلاث ساعات.  وكان يتوجب على أي شخص يخرج بعد هذا الوقت أن يحمل فانوسا معه.كذلك التدخين والموسيقى كانت ممنوعه في ذلك الوقت.

## السياحة
معالم الجذب السياحية في مسقط القديمة:
- قصر العلم العامر
- شارع السعيدية
- متحف بيت الزبير
- قلعة الجلالي
- قلعة الميراني
- متحف بوابة مسقط
- المتحف الوطني العماني
- المتحف العماني الفرنسي